# Tűzcsíz
A tűzcsíz, kapucinus csíz vagy tűzpinty (Spinus cucullatus) a madarak (Aves) osztályának verébalakúak (Passeriformes) rendjébe, a valódi pintyfélék (Fringillidae) családjába tartozó faj.

## Rendszerezése
A fajt William John Swainson francia ornitológus írta le 1820-ban, a Carduelis nembe Carduelis cucullata néven.

## Előfordulása
Kolumbia, Guyana, Venezuela és Puerto Rico, valamint Trinidad és Tobago területén honos. Természetes élőhelyei a szubtrópusi vagy trópusi síkvidéki esőerdők, száraz erdők és cserjések, valamint legelők és szántóföldek. Állandó, nem vonuló faj.

## Megjelenés
Testhossza 11 centiméter.  A hím tollazatának alapszíne vörös, feje, evezőtollai és farka fekete. Szárnyán a kúpcsőrűek alcsaládjára jellemző szárnycsík található. A tojó tollazata ennél szerényebb, alapszíne szürke, evezőtollai és farka fekete. A hímnél említett szárnycsík a tojónál is jelen van. Vörös színezet a tojónál a szárnyon kívül csak a mellen és a farktőn figyelhető meg. Egyes tojók fejtetőjén gyengébb-erősebb fekete színezet is megfigyelhető. A fiatal madarak vörösesbarnák, a szárnyon és a farkon megfigyelhető sötétebb mintával.

## Tartás, tenyésztés
A tűzcsíz nagy számban tartott díszmadár, tartási és tenyésztési feltételei azonban a kezdőknek nem mindig betarthatóak. Mivel a vadon élő tűzcsízek viselkedéséről, szokásairól viszonylag keveset tudunk, így az Európában régóta jelen lévő tenyésztett állományból merített tapasztalatokat vehetjük alapul. Mark Robbins kutató vadonban szerzett tapasztalatai alapján a tűzcsízek fő költési időszaka április és június között van, amit egy másodlagos szezon is követhet november-december hónapokban. Ennek ellenére az európai tenyésztett állomány egy jelentős részét ebben az eredetileg másodlagos, téli időszakban költetik. Ennek az oka nem ismert, de ezáltal a fogságban élő állománynál is két szezon alakult ki.

## Természetvédelmi helyzete
Az elterjedési területe még nagy, egyedszáma 1500-7000 példány közötti és csökken. A Természetvédelmi Világszövetség Vörös listáján veszélyeztetett fajként szerepel.
Csinos külseje és szép éneke miatt régóta kedvelt kalitkamadár, azonban a közkeletű felfogás szerint igazán nagy érdeklődés akkor éledt iránta, amikor kiderült, hogy a kanárival alkotott hibridjei között akadnak termékenyek és felcsillant a remény, hogy a vörös színt rögzíteni tudják a kanári tollazatában is. Ezt az elméletet többen több okból vitatják, azonban tény, hogy a vad állomány a tömeges méretű befogások miatt drámaian megcsappant. Az 1940-es évek óta Venezuelában illegális a tűzcsízek befogása és a velük való kereskedelem, de a XX. század elején még gyakori faj létszáma drámaian lecsökkent. Ebben az aggasztóan alacsony számban (a hobbiállatként tartott egyedek száma ennek legalább tízszerese) benne foglaltatik az a populáció is, amelyet 2000-ben Mark Robbins és csapata fedezett fel Guyanában, illetve a Puerto Ricóban fogságból szökött madarakból kialakult (ám azóta csaknem eltűnt) állomány is. A vadon élő tűzcsízek száma tovább csökken, immár nemcsak a befogásnak, hanem az élőhelyek megszűnésének is "köszönhetően". Szerencsére a legnagyobb egyedszámmal rendelkező Venezuela és Guyana egyaránt tesz erőfeszítéseket a faj megmentésére és a kereskedelemmel veszélyeztetett fajokat védő nemzetközi egyezmény, a CITES is az I. függeléken szerepelteti. Az európai, fogságban élő tűzcsízek száma stabil, a faj jól költ a tenyésztőknél, így a vadbefogás teljes mértékben szükségtelen.